# Paladin (Marvel Comics)
Pour les articles homonymes, voir Paladin (homonymie).
Le Paladin (« Paladin » en VO) est un anti-héros évoluant dans l'univers Marvel de la maison d'édition Marvel Comics. Créé par le scénariste Jim Shooter et le dessinateur Carmine Infantino, le personnage de fiction apparaît pour la première fois dans le comic book Daredevil  (vol. 1) #150 en janvier 1978.
Bien que le personnage ne soit pas un super-vilain, ses activités de mercenaire le mettent souvent en conflit avec des super-héros.

## Biographie du personnage

### Origines et parcours
Le Paladin est un mercenaire se vendant au plus offrant, mais qui observe toutefois un certain code d'honneur. Dragueur, il sort pendant un temps avec Janet Van Dyne (la Guêpe). En échange d'une purge de certaines informations le concernant, il tente d'abattre le héros Daredevil pour le compte du FBI mais rate sa cible, apparemment exprès.
Il travaille souvent pour Silver Sable, au sein de son Wild Pack (en).
Un jour, un mafieux lui offre 10 millions de dollars pour abattre le Punisher. Il échoue et a les jambes brisées par U.S. Agent.

### Civil War
On revoit le Paladin lors du crossover Civil War, travaillant au sein de l'agence Heroes for Hire de Misty Knight. Il trahi celle-ci quand cette elle rencontre pacifiquement Captain America. Trompé par Shang-Chi, le Paladin est livré au SHIELD dans le costume de Captain America.

### Dark Reign
Récupéré par Norman Osborn, le Paladin est affecté aux Thunderbolts, l'équipe secrète du directeur du tout nouveau HAMMER, pour les opérations délicates.
Toutefois, il reçoit un contrat pour la tête d'Elektra, et s'infiltre facilement sur l'Héliporteur du SHIELD. Mais Elektra lui échappe, en lui laissant la vie sauve.

### Siege
Pendant le siège d'Asgard, le Paladin et les Thunderbolts sont envoyés dérober la lance d'Odin, un puissant artéfact. Pendant la mission, le Paladin décide de quitter le service d'Osborn et de dérober la lance pour lui-même, avec l'aide de l'Homme-Fourmi.

### Shadowland
Durant le crossover Shadowland, le Paladin est engagé par un maffieux pour assassiner le frère de celui-ci, mais ce dernier est tué le premier. Lors de l'affaire, il se retrouve face au Suaire qui enquêtait lui aussi de son côté sur ce meurtre.

## Pouvoirs, capacités et équipement
En complément de ses pouvoirs, le Paladin est un bon athlète, un combattant à main nues chevronné et un tireur d'élite remarquable. Il dispose également de bonnes compétences en tant que comédien, espion, garde du corps et enquêteur.
- Avec son armure, le Paladin dispose d'une force, une rapidité, une endurance et de réflexes légèrement surhumains. Il peut soulever (ou exercer une pression équivalente à) environ une tonne[1].
- Habituellement, il utilise un pistolet spécial qui tire des projectiles étourdissants ; le projectile perturbe le système nerveux de la victime, la plongeant dans l’inconscience. Par ailleurs, au gré des circonstances, il a aussi utilisé des armes plus conventionnelles[1].

Le Paladin possède un équipement moderne, notamment une armure matelassée équipée d'un déflecteur magnétique et un pistolet paralysant. Il utilise aussi souvent des capsules de gaz.
Le casque de son costume est doté de lentilles polarisées lui permettant de voir dans l'obscurité. Le casque peut également se fermer complètement, permettant de ne pas être exposé aux gaz nocifs. Son costume dispose également d’une réserve d’oxygène.

## Version alternative

### Ultimate Marvel
La version Ultimate de Marc Spector (Moon Knight) a utilisé le nom du Paladin pendant la période où il travaillait pour la Roxxon Corporation (en).

## Apparitions dans d'autres médias

### Télévision
Le personnage du Paladin apparaît dans la série d'animation Spider-Man (à partir de la saison 2, épisode 27, 2018), doublé par l'acteur Trevor Devall.

### Jeu vidéo
- Marvel Avengers Alliance 2 (en) (2015)[6]

### Motion comics
- Le personnage du Paladin apparaît dans le Motion comic de Spider-Woman, doublé par l'acteur David J. Murphy.